# Adrasmon
Adrasmon (tadż. Адрасмон) – osiedle typu miejskiego w północnym Tadżykistanie, w wilajecie sogdyjskim; 15 414 mieszkańców (2012). Ośrodek przemysłowy.